# Avatarium
Avatarium è una band doom metal di origine svedese.

## Storia
È stata fondata dal componente dei Candlemass, Leif Edling.
Nel settembre del 2013 esce il loro primo lavoro, Moonhorse.
L'anno seguente hanno suonato per la prima volta live al Roadburn Festival.
Nel 2015 realizzano The Girl with the Raven Mask, considerato da Rock Hard come album del mese. Sempre lo stesso anno, iniziano un tour europeo, affiancati anche da special guest.

## Discografia
Album in studio
- 2013 - Avatarium
- 2015 - The Girl with the Raven Mask
- 2017 - Hurricanes and Halos
- 2019 - The Fire I Long For
- 2022 - Death, Where Is Your Sting

EP
- 2013 - Moonhorse
- 2014 - All I Want

## Componenti
- Mats Rydström (basso)
- Marcus Jidell (chitarra)
- Lars Sköld (batteria)
- Jennie-Ann Smith (voce)
- Rickard Nilsson (piano)